# براونبرانتش (ميزوري)
براونبرانتش (بالإنجليزية: Brownbranch)‏ هي إحدى المجتمعات الفردية (غير مصنفة) في ولاية ميزوري في الولايات المتحدة الأمريكية.